# Хепберн, Адам, 2-й граф Ботвелл
Адам Хепберн, 2-й граф Ботвелл (англ. Adam Hepburn; ок. 1492—1513) — шотландский дворянин, лорд-адмирал Шотландии.
Адам Хепберн наследовал своему отцу, Патрику Хепберну, в качестве второго графа Ботвелла, 18 октября 1508 года. В следующем году он наследовал Лиддисдейл. 27 августа 1511 года он получил королевскую грамоту, дарующую и подтверждающую его владение обширными землями в графствах Эдинбург, Бервик, Роксбург, Думфриес, Киркудбридж, и Ланарк, а также должности шерифа Эдинбурга и констебля Хаддингтона и Бервика; байли Лаудердейла и адмирала Шотландии. Все эти должности ранее занимал его отец. На следующий день король пожаловал ему баронство и замок Орихтон. Сразу после этого Адам, граф Хепберн, женился на Агнес Стюарт (внебрачной дочери покойного Джеймса, графа Бьюкена от его любовницы Маргарет Мюррей).
Он был убит в битве при Флоддене, 9 сентября 1513 года, командуя резервом армии во время сражения.
От Агнес Стюарт граф Ботвелл имел только одного сына, Патрика Хепберна, 3-го графа Ботвелла.